# الحارثي (أفلح اليمن)

تعديل مصدري - تعديل

الحارثي هي إحدى قرى عزلة جياح بمديرية أفلح اليمن التابعة لمحافظة حجة، بلغ تعداد سكانها 345 نسمة حسب تعداد اليمن لعام 2004.